# Pontelandolfo
Pontelandolfo é uma comuna italiana da região da Campania, província de Benevento, com cerca de 2.518 habitantes. Estende-se por uma área de 28 km², tendo uma densidade populacional de 90 hab/km². Faz fronteira com Campolattaro, Casalduni, Cerreto Sannita, Fragneto Monforte, Morcone, San Lupo.

## Demografia
| Variação demográfica do município entre 1861 e 2011                               |
|                                                                                   |
| Fonte: Istituto Nazionale di Statistica (ISTAT) - Elaboração gráfica da Wikipedia |

## Conexões Externas / Referência
Clube Da Comunidade De Pontelandolfo
Governo de Pontelandolfo